# فهد الفرحان (كرة يد)
فهد الفرحان (ولد في 25 تشرين الأول/أكتوبر 1995) هو لاعب كرة يد سعودي، يلعب في نادي الروضة ومثّل منتخب السعودية لكرة اليد.
شارك في بطولة العالم لكرة اليد للرجال عام 2017 .